# Sabanilla ornata
Genre
Espèce
Sabanilla ornata, unique représentant du genre Sabanilla, est une espèce d'opilions laniatores de la famille des Agoristenidae.

## Distribution
Cette espèce est endémique du département de l'Atlántico en Colombie. Elle se rencontre vers Sabanilla.

## Description
Le mâle syntype mesure 4 mm.

## Publication originale
- Roewer, 1913 : « Die Familie der Gonyleptiden der Opiliones-Laniatores. » Archiv für Naturgeschichte, sér. A, vol. 79, no 4, p. 1–256 (texte intégral).